# Rhytiphora nigrovirens
Rhytiphora nigrovirens là một loài bọ cánh cứng trong họ Cerambycidae.